# Can't Be Tamed (album)
Can't Be Tamed is het derde studioalbum van de Amerikaanse zangeres Miley Cyrus. Het album werd op 22 juni 2010 uitgebracht in de Verenigde Staten, via het label Hollywood Records. De eerste single van het album heette ook Can't Be Tamed. Het was de enige cd van Cyrus die de Album Top 100 had gehaald met een piek op 31; de cd stond er 9 weken in.

## Achtergrond
De muziek van dit album was totaal anders dan de muziek die Cyrus hiervoor maakte. Ze wilde met de single Can't Be Tamed haar 'good-girl-image' van Hannah Montana van zich afschudden. Het album bevat door Lady Gaga geïnspireerde muziek. Op 21 juni kwamen zowel een standaardeditie, met alleen een cd, als een bonuseditie met dvd uit. Op die dvd staat bonusmateriaal van Cyrus' vorige tournee. Het album wordt verder gepromoot door Cyrus haar derde wereldtournee "The Gypsy Heart Tour".

## Singles
- Can't Be Tamed was de eerste single van het album en werd in Amerika alleen digitaal uitgebracht, op 18 mei 2010. De recensies waren positief. De clip werd geregisseerd door Robert Hales en werd uitgezonden in Nederland. In de clip zit Cyrus in een grote vogelkooi in een museum. In de tussentijd is de videoclip al 103.818.026 keer bekeken.
- Who Owns My Heart was de tweede single. De clip werd opgenomen in Detroit. De videoclip was uitgekomen op MSN.es op 8 oktober 2010. Te zien is hoe Cyrus op weg is naar een feest om daar helemaal los te gaan. De videoclip werd verschillend beoordeeld. Sommigen vonden dat de single wat saai en doelloos klonk, terwijl andere recensenten meenden dat het een van de beste nummers op het album was.

## Tracklist
| Nr. | Titel                    | Schrijver(s)                                                                                  | Producent(en)               | Duur |
| --- | ------------------------ | --------------------------------------------------------------------------------------------- | --------------------------- | ---- |
| 1.  | Liberty Walk             | Miley Cyrus, Antonina Armato, Tim James, Nicholas J. Scapa, John Read Fasse, Michael McGinnis | Antonina Armato, Tim James  | 4:06 |
| 2.  | Who Owns My Heart        | Cyrus, Armato, James, Devrim Karaoglu                                                         | Antonina Armato, Tim James  | 3:34 |
| 3.  | Can't Be Tamed           | Cyrus, Armato, James, Marek Pompetzki, Paul Neumann                                           | Antonina Armato, Tim James  | 2:49 |
| 4.  | Every Rose Has Its Thorn | Bret Michaels, Rikki Rocket, Bobby Dall, C.C. Deville                                         | Antonina Armato, Tim James  | 3:48 |
| 5.  | Two More Lonely People   | Cyrus, Kevin Kadish, Brandon Jane, Angie Aparo, Armato                                        | Antonina Armato, Tim James  | 3:09 |
| 6.  | Forgiveness and Love     | Cyrus, Armato, James, Adam Schmalholz                                                         | Antonina Armato, Tim James  | 3:28 |
| 7.  | Permanent December       | John Shanks, Claude Kelly, Cyrus                                                              | John Shanks                 | 3:37 |
| 8.  | Stay                     | Shanks, Cyrus                                                                                 | John Shanks                 | 4:21 |
| 9.  | Scars                    | Shanks, Cyrus                                                                                 | John Shanks                 | 3:42 |
| 10. | Take Me Along            | Shanks, Cyrus                                                                                 | John Shanks                 | 4:09 |
| 11. | Robot                    | Shanks, Cyrus                                                                                 | John Shanks, Nataly Cholula | 3:43 |
| 12. | My Heart Beats for Love  | Shanks, Hilary Lindsey, Gordie Sampson, Cyrus                                                 | John Shanks                 | 3:43 |

| Nr. | Titel                                                | Duur |
| --- | ---------------------------------------------------- | ---- |
| 13. | Can't Be Tamed (RockAngeles Remix featuring Lil Jon) | 4:01 |

| Nr. | Titel                                      | Duur |
| --- | ------------------------------------------ | ---- |
| 13. | Can't Be Tamed (International Enhancement) |      |

| Nr. | Titel                                       | Duur |
| --- | ------------------------------------------- | ---- |
| 1.  | Hello London/Wanna Hear My Fingers Crack?   |      |
| 2.  | Breakout (live)                             |      |
| 3.  | Start All Over (live)                       |      |
| 4.  | 7 Things (live)                             |      |
| 5.  | Kicking and Screaming (live)                |      |
| 6.  | It's More About the Music Here              |      |
| 7.  | Bottom of the Ocean (live)                  |      |
| 8.  | You Have to Buy It                          |      |
| 9.  | Fly on the Wall (live)                      |      |
| 10. | Let's Get Crazy (Hannah Montana lied, live) |      |
| 11. | Hoedown Throwdown (live)                    |      |
| 12. | Not Sure If The Queen Jams Out              |      |
| 13. | These Four Walls (live)                     |      |
| 14. | I Don't Do Hats                             |      |
| 15. | When I Look at You (live)                   |      |
| 16. | Obsessed (live)                             |      |
| 17. | The Show Can't Go On                        |      |
| 18. | Spotlight (live)                            |      |
| 19. | G.N.O. (Girl's Night Out) (live)            |      |
| 20. | I Love Rock N' Roll (live)                  |      |
| 21. | Party in the U.S.A. (live)                  |      |
| 22. | Hovering (live) (featuring Trace Cyrus)     |      |
| 23. | This Is How We Roll                         |      |
| 24. | Simple Song (live)                          |      |
| 25. | See You Again (live)                        |      |
| 26. | The Climb (live)                            |      |
| 27. | Eind credits                                |      |

### Certificaties
- Australië – Platinum[2]
- Ierland – Platinum
- Brazilië – Platinum
- Colombia – Platinum
- Filipijnen – Platinum
- Spanje – Platinum
- Nieuw-Zeeland – Goud
- Polen – Goud
- Portugal – Goud